# Joan Oriol
Joan Oriol i Gràcia (Cambrils, 5 novembre 1986) è un calciatore spagnolo, difensore svincolato.
Ha un fratello gemello, Edu.

## Carriera

### Club
Cresciuto nel Pobla Mafumet, nel 2006 viene ceduto in prestito al Reus. Nel 2007 si trasferisce al Gavà dove gioca una stagione da titolare in Segunda División B spagnola. Nel 2008 passa al Villarreal Club de Fútbol B dove milita per due stagioni.
Dal 2010 è stato aggregato all'organico della prima squadra dove ha ritrovato Juan Carlos Garrido cui il club ha affidato la guida della squadra principale. Ha debuttato in prima squadra il 26 agosto 2010 in occasione della gara di Europa League vinta a Dnepr 2-1. Il 27 novembre ha disputato la sua prima partita nella Liga vincendo 3-0 sul campo del Real Saragozza.
Il 4 luglio 2013 si ufficializza il trasferimento all'Osasuna.